# 바퀴
바퀴는 굴대와 축받이에서 회전하도록 설계된 회전 부품(일반적으로 원형)이다. 바퀴는 6대 단순 기계 중 하나인 축바퀴의 핵심 구성 요소 중 하나이다. 바퀴는 축과 함께 사용되어 무거운 물체를 쉽게 이동시킬 수 있게 하며, 이를 통해 하중을 지지하거나 기계에서 작업을 수행하면서 이동이나 운송을 용이하게 한다. 바퀴는 또한 배의 타륜, 자동차의 운전대, 도예용 돌림판, 플라이휠 등 다른 목적으로도 사용된다.
일반적인 예는 운송 분야에서 찾아볼 수 있다. 바퀴는 축의 사용과 함께 굴림 운동을 통해 마찰을 줄인다. 바퀴가 회전하기 위해서는 중력이나 다른 외부 힘 또는 돌림힘의 적용을 통해 바퀴의 축을 중심으로 모멘트가 가해져야 한다.

## 역사
바퀴를 누가 최초로 만들어 사용하였는지는 분명하지 않다. 유물로서는 기원전 3500년경의 것으로 추정되는 메소포타미아 유적의 전차용 나무 바퀴가 가장 오래된 것이다. 아메리카 토착민과 잉카 문명 원주민은 유럽인들이 전파해주기 전까지 바퀴의 존재를 몰랐다고 알려져 있다.

## 바퀴모양의 변천과정
1. 통나무를 그대로 잘라서 씀
2. 무게를 가볍게 하기 위해 통나무에 구멍을 뚫음.
3. 바퀴살을 발명해냄
4. 수명을 늘리기 위해 철을 바퀴 바깥쪽에 둘러 쌈
5. 철 대신 고무를 이용해 탄력을 높임.

## 같이 보기
- 도르래
- 타이어
- 자전거 바퀴
- 차축